# مفصل مسطح

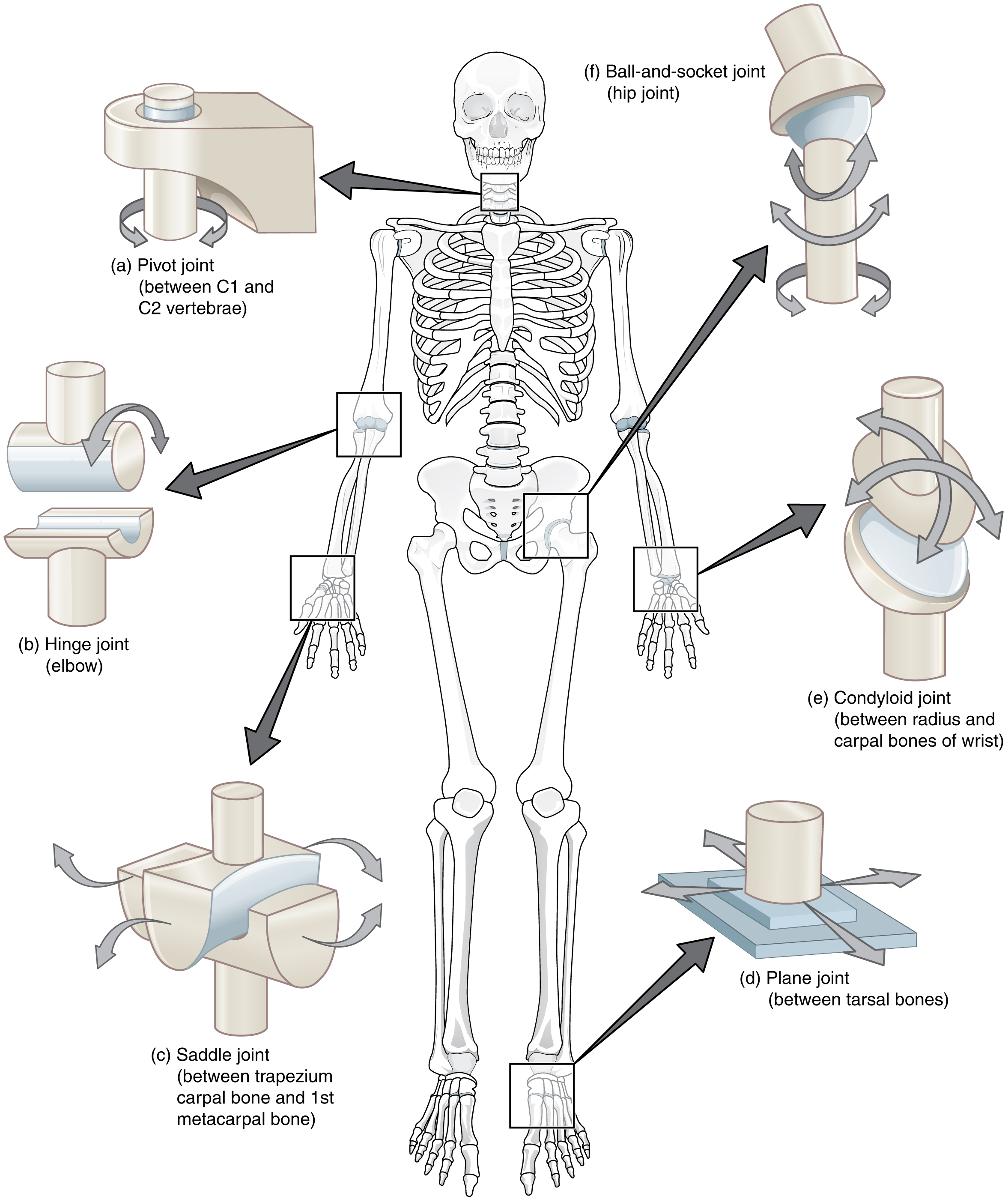
أنواع المفاصل الزلالية (Synovial joints) كما هي مُبيّنة على الرسم بعكس اتجاه عقارب الساعة ، وبدئاً من أعلى اليسار:
a-محوري Synovial joint
b-رزّي Hinge joint
c-سرجي saddle joint
d-مُسطّح Plane joint
e-لُقمي Condyloid joint
f-الكرة والتجويف ball and socket joint

المَفْصِل المُسَطَّح (بالإنجليزية: Plane joint)‏ أو المفصل المنزلق (gliding joint) أو (arthrodial joint) هو مفصل زلالي
يسمح تحت شروط وَظَائِفِيّة (فِسْيُولُوجِيّة) بحركة انزلاقية فقط.
المفاصل المسطّحة تسمح بحركات انزلاقية في مستوى السطوح المفصلية. الأسطح المُقابلة من العظام مسطحة أو شبه مسطحة ، ولها حركة محدودة بسبب المحافظ المفصلية (بالإنجليزية: joint capsules)‏ المُحْكَمة. المفاصل المسطّحة عديدة في الجسم ودائما صغيرة تقريبا ، مثل المفصل الأخرمي الترقوي (بالإنجليزية: Acromioclavicular joint)‏.
تتواجد المفاصل المسطّحة في المعصمين ، و الكاحلين ، و بين عظم القص و الضلعين 2 و 7 ، و النتوئات المستعرضة الفقرية الشوكيّة.

## صور إضافية

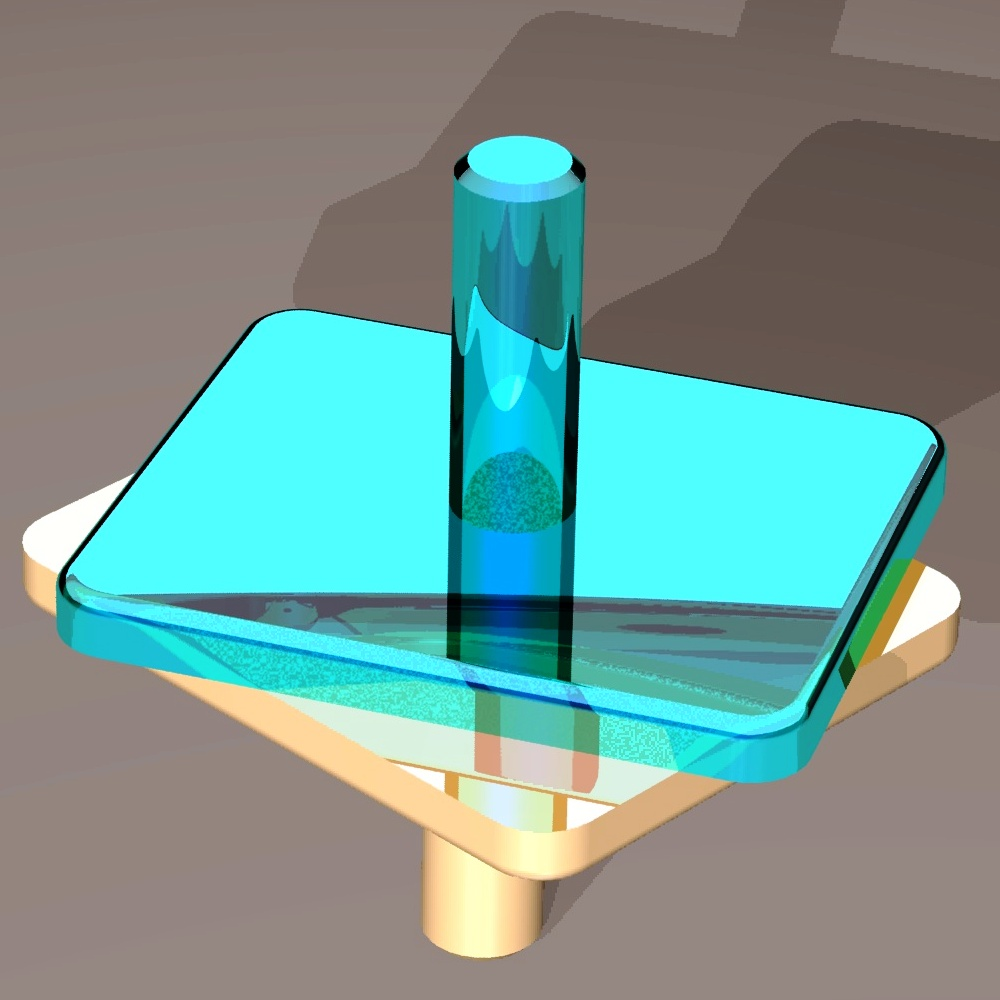
فكرة عمل المفصل المسطّح.
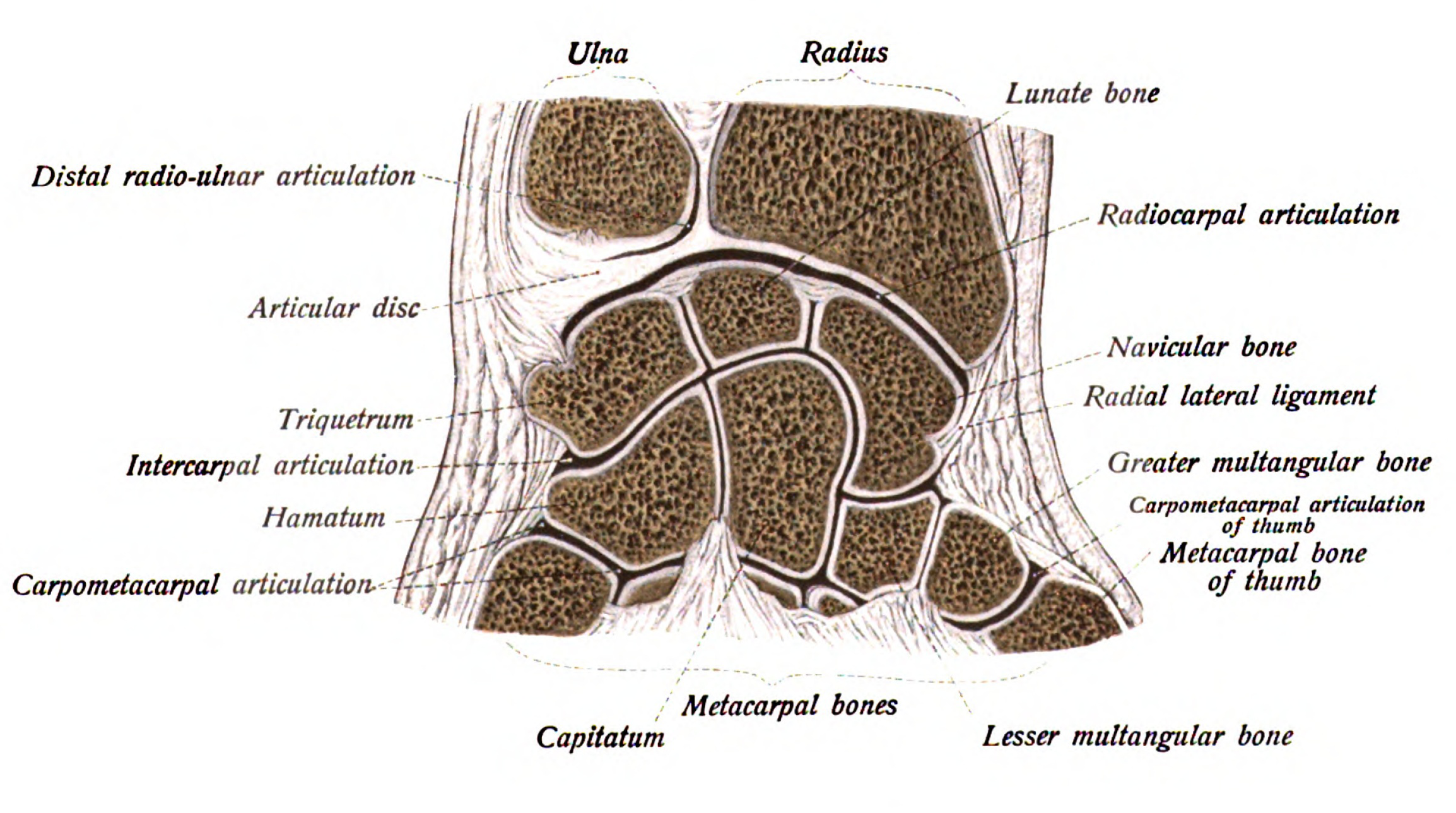
مفصل مسطّح.
- مفصل مسطّح أثناء الحركة.